# Központi-Börzsöny
A Központi-Börzsöny a Börzsöny egyik földrajzi kistája Pest és Nógrád vármegye területén. A 46 km² területű vidék a hegység központi részén található. A kistáj a hegység Magas-Börzsöny nevű egységének is csak egy részét fedi le.

## Földtan és domborzat
A Központi-Börzsöny a Börzsönyben egykor működött rétegvulkán 5–6 km átmérőjű központi kalderája. Formáját az utóvulkáni tektonizmusnak és a később kialakult eróziós völgyhálózatnak köszönheti. A tengerszint feletti magasság 325 és 938 m között változik, a kalderaperem magassága keleten 800–900, nyugaton 600–700 m. Területének négyötöde a magas, egyötöde az 500–750 m-es magasságú gerinces típusú középhegységi domborzattípusba tartozik.
A táj kialakulásához vezető vulkáni tevékenység a középső miocénben, kb. 14–16 millió éve zajlott. Az első szakaszt heves kitörések jellemezték, és ekkor alakult ki a hatalmas kaldera. A második szakaszt lávadóm-felnyomulás és vulkáni kúpok kialakulása jellemezte. Ekkor alakult ki a Magas-Börzsöny, egy feltehetően 1300–1400 m magas, több vulkáni dómból álló együttes.

## Éghajlat
Éghajlata hűvös és nedves. Az évi napsütéses órák száma 1900 körüli, az éves középhőmérséklet pedig a legmagasabb részeken 7,5 °C, a peremeken 8,5–9 °C körül alakul. A csapadék évente 720–780 mm, a tetőkön ennél valamivel több. A hótakaró a tetőkön 90–100 napig, a mélyebb részeken kb. 60 napig marad meg, átlagos maximális vastagsága 40–50 cm.

## Talaj és növényzet
A kistáj növényborítása zárt erdő. Jellemző növénytársulásai a nagy területen elterjedt szubmontán bükkösök, valamint a legmagasabb csúcsok északi oldalán a magaskórós bükkösök. Kisebb kiterjedéssel jelen vannak a gyertyános-tölgyesek. valamint a sziklás gerincek, völgyek erdei és a nedves völgytalpak égeresei.
| Területhasznosítás | Terület   | Területarány |
| ------------------ | --------- | ------------ |
| Lakott terület     | 2,3 ha    | 0,1%         |
| Szántó             | 0,0 ha    | 0,0%         |
| Kert               | 0,0 ha    | 0,0%         |
| Szőlő              | 0,0 ha    | 0,0%         |
| Rét, legelő        | 15,9 ha   | 0,3%         |
| Erdő               | 4586,4 ha | 99,6%        |
| Vízfelszín         | 0,0 ha    | 0,0%         |

## Népesség
A kistáj területén nem található önálló település.